# Arachnis
Pour le genre d'insectes lépidoptères, voir Arachnis (papillon).
Genre
Classification phylogénétique
Arachnis est un genre d'orchidées comptant une dizaine d'espèces.

## Description
Orchidées épiphytes à tige en liane. Les racines étant réparties le long de la tige.
Inflorescence en grappe ou en épi. 
Pétales charnus et étroits.

## Répartition
Asie du Sud-Est, depuis le Bhoutan et le Sikkim, jusqu'aux Philippines, et aux îles Salomon.

## Liste d'espèces
- Arachnis annamensis (Rolfe) J.J.Sm.
- Arachnis beccarii Rchb.f.
  - Arachnis beccarii var. beccarii
  - Arachnis beccarii var. imthurnii (Rolfe) K.W.Tan
- Arachnis breviscapa (J.J.Sm.) J.J.Sm.
- Arachnis celebica (Schltr.) J.J.Sm.
- Arachnis flos-aeris (L.) Rchb.f.
  - Arachnis flos-aeris var. flos-aeris
  - Arachnis flos-aeris var. gracilis Holttum
- Arachnis grandisepala J.J.Wood
- Arachnis hookeriana (Rchb.f.) Rchb.f.
- Arachnis labrosa (Lindl. & Paxton) Rchb.f.
- Arachnis limax Seidenf.
- Arachnis longicaulis (Schltr.) L.O.Williams
- Arachnis longisepala (J.J.Wood) Shim, Soón & A.L.Lamb

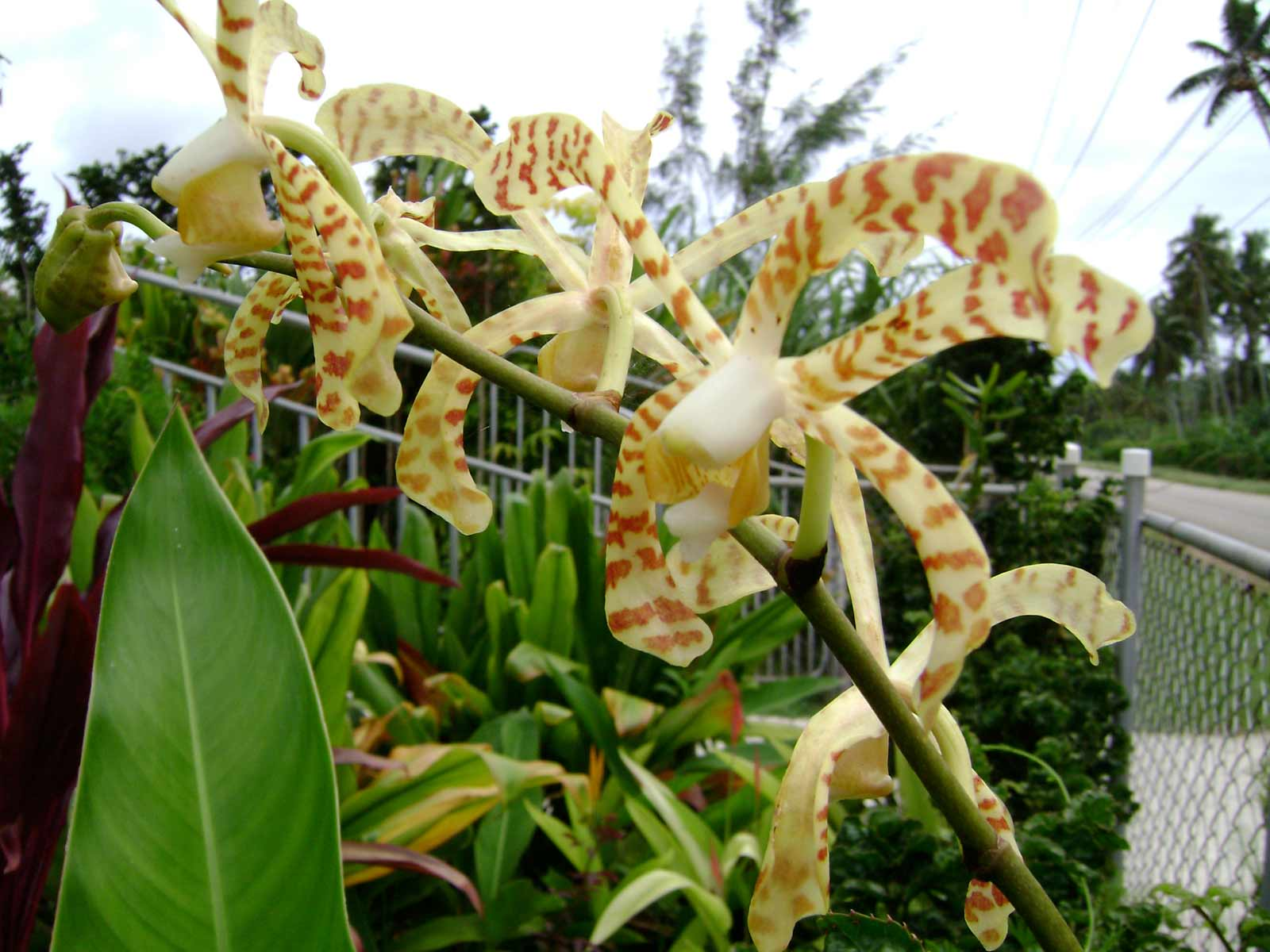
Arachnis × maingayi

## Culture
Cultivées les espèces du genre Arachnis peuvent donner lieu à des hybrides. 
Ce sont des plantes qui nécessitent beaucoup d'humidité, et fleurissent en plein soleil.